# AD Ceuta
Die Asociación Deportiva Ceuta war ein spanischer Fußballverein aus der Exklave Ceuta. Seine Heimspiele trug er im Estadio Alfonso Murube aus, welches Platz für 6.500 Zuschauer bietet.

## Geschichte
Der Verein wurde 1996 unter dem Namen AD Ceuti Atletico gegründet, nachdem 1991 der Verein Agrupación Deportiva Ceuta aufgelöst wurde. Im Jahr 1997 benannte man sich in Asociacion Deportiva Ceuta um.
Die AD Ceuta startete die erste Saison in der Tercera División. Nach zwei Spielzeiten folgte dann der Aufstieg in die Segunda División B, in der sie sich von 1998/99 bis zu ihrer Auflösung 2012 14 Spielzeiten ununterbrochen befanden.

## Bekannte Spieler
- Jorge Silas: Der Portugiese brachte es auf drei Länderspiele für sein Heimatland.
- Ricardo Serna: Der Spanier spielte über 100 Mal für den FC Barcelona, sechs Mal für Spanien und konnte sogar zweimal spanischer Meister werden.